# Хоршовски Тин
Хоршовски Тин (чеш. Horšovský Týn) град је у Чешкој Републици. Град се налази у управној јединици Плзењски крај, у оквиру којег припада округу Домажлице.

## Становништво
Према подацима о броју становника из 2014. године град је имао 4.994 становника.

## Партнерски градови
- Набург
- Grossaffoltern